# Самнер (Крайстчерч)
Самнер (англ. Sumner, маори Ohikaparuparu) — прибрежный пригород Крайстчерча на Южном острове Новой Зеландии. Поселение было основано в 1849 году и названо в честь Джона Бёрда Самнера, тогдашнего архиепископа Кентерберийского, президента Кентерберийской ассоциации. Основанное как отдельное боро, поселение с развитием коммуникаций было объединено с Крайстчерчем, так как экономия от масштаба приводила к тому, что боро малых городов было невыгодно содержать в экономическом плане.

## История
Самнер был основан в 1849 году Эдвардом Джолли в качестве одного из первых поселений европейцев в Новой Зеландии. В частности, территория современного пригорода предназначалась к передаче в распоряжение капитана Джозефа Томаса, агента Кентерберийской ассоциации. На его карте отмечены участки с запланированными местами постройки церквей, школ, кладбищ, ратуши, бараков для переселенцев, и других городских сооружений.
Капитан Томас назвал поселение в честь епископа Джона Самнера, одного из лидеров Кентерберийской ассоциации. На языке маори эта территория называется Ohikaparuparu, где «o» обозначает «место»; «hika» — трение, разжигание или посадка; «paruparu» — грязь, глубокое устье или приготовление моллюсков.
Самнер сначала был передан в управление провинциального совета Кентербери. В 1872 году он перешёл в управление района Хиткот-Роуд. С упразднением провинциальных советов в 1876 году и введением округов в Самнере появился второй вышестоящий орган, округ Селвин. В 1883 году Самнер получил статус городского округа и управлялся пятью избранными уполномоченными лицами. Этот управляющий орган выбирал председателя. В разные годы этот пост занимали К. Л. Уиггинс (англ. C. L. Wiggins, март 1883 — сентябрь 1884) и Дж. М. Уилер (англ. J. M. Wheeler, сентябрь 1884 — июнь 1891). 1 июня 1891 года Самнер получил статус боро. 27 июня того же года прошли выборы мэра, на которых победил Уилер, ставший первым мэром Самнера.
Первым европейцем, начавшим коммерческую деятельность в Самнере считается Чарльз Кроуфорд (англ. Charles Crawford), владелец вельбота, перевозивший по контракту материалы из Порт-Купер (ныне Литтелтон) для строительства штаб-квартиры и кладовой для капитана Томаса. Первые европейские переселенцы появились в Самнере в конце 1849 или в начале 1850 годов. Это были рабочие, строившие дорогу в Литтелтон. Таким образом, Самнер считается одним из первых европейских поселений в районе Крайстчерча. Затем здесь на постоянной основе поселилась семья Дей (англ. The Day), а позже к ним присоединился Эдвард Добсон со своей семьёй.
В 1885 году администрация бухты предоставила разрешение на строительство купальни на восточном окончании пляжа Самнера. С. Л. Белл (англ. S.L. Bell) огородил часть моря неподалёку от своего участка и построил бассейн. Этот бассейн пользовался популярностью среди местных жителей, но ежегодные штормы разрушали насыпь и засыпали бассейн мелким песком. В конце концов в результате проливных дождей бассейн затянуло глиной и илом с холмов, и он прекратил своё существование.
В 1912 году в Самнере появилась газовая станция, а в 1918 году в город было проведено электричество. Евангелист англиканской церкви, Уильям Оранж служил викарием Самнера с 1930 по 1945 годы.
22 февраля 2011 года Самнер пострадал в результате землетрясения, которое разрушило или сделало непригодным для эксплуатации большое количество жилых домов и коммерческой недвижимости. 13 июня того же года произошло ещё одно землетрясение почти такой же интенсивности, как февральское. Эти два землетрясения привели к обрушению многих береговых утёсов Самнера, а многие зоны были огорожены в целях безопасности, как обычной сеткой, так и морскими контейнерами.

## География
Самнер расположен в прибрежной долине, отделённой от соседних пригородов крутыми вулканическими горными хребтами, которые спускаются к берегу моря и заканчиваются скалами. Залив Самнер находится на северной стороне полуострова Банкс, он переходит в залив Пегас и далее в Тихий океан.
Так как местность открыта океану, при некоторых условиях здесь может образовываться высокая волна. Пляж пологий, с тонким серым песком, пользуется популярностью среди серферов.
Речную долину позади пляжа заполняют песчаные дюны. Это облегчает жилищное строительство. В прошлом случались наводнения в верховье долины, связанные с обратным уклоном песчаных дюн, заполняющих нижнюю часть долины, но эта проблема была решена с помощью системы сточной канализации, построенной с учётом таких наводнений.
Скала Кейв-Рок (англ. Cave Rock), представляющая собой каменистый выход вулканических пород на поверхность, доминирует на пляже. До середины 1860-х годов она называлась Касс-Рок (англ. Cass Rock), в честь исследователя Томаса Касса.
В пригороде есть и другие скальные выходы, а вулканическую природу горных пород, лежащих в основе этой местности демонстрируют скалы, окружающие долину.
Вдоль пляжа были построены волнорезы и широкая эспланада для предотвращения береговой эрозии.

### Отмель Самнер
На западной оконечности пляжа, неподалёку от вулканической скалы Шег-Рок (англ. Shag Rock), также известной как Рапануи, песчаные наносы эстуария Эйвон-Хиткот образуют отмель Самнер. Эта отмель представляет собой определённую опасность для судоходства, а быстрые подводные течения и водовороты могут представлять опасность для купающихся.
Песчаная отмель Самнер образовалась в месте впадения эстуария в море, и опасна для пересечения. Одним из регулярных судов, преодолевших эту преграду, является судно Mullogh, первый новозеландский пароход с металлическим корпусом. 25 августа 1865 года Mullogh вынесло на скалу Кейв-Рок на большой волне. Судно перевозило ликёр, что вызвало ажиотаж на пляже. После этого Джордж Холмс из залива Пиджен (англ. Pigeon Bay), подрядчик Литтелтонского железнодорожного тоннеля, выкупил судно, отреставрировал его и использовал вплоть до 1869 года.
В 1937 году новозеландский траулер Muriel сел на мель на пляже Самнер, и затем был демонтирован на том же месте.

### Климат
Ввиду того, что Самнер является пригородом Крайстчерча, климат Самнера во многом идентичен климату Крайстчерча. В Крайстчерче и прилегающих к нему районах умеренный морской климат со среднемесячной температурой воздуха в летний период (декабрь — февраль) выше +19 °C и в зимний период (июнь — август) ниже +12 °C. В ночное время зимой температура воздуха может опускаться ниже 0 °C.
| Показатель              | Янв. | Фев. | Март | Апр. | Май  | Июнь | Июль | Авг. | Сен. | Окт. | Нояб. | Дек. |
| ----------------------- | ---- | ---- | ---- | ---- | ---- | ---- | ---- | ---- | ---- | ---- | ----- | ---- |
| Средняя температура, °C | 16,8 | 16,7 | 15,7 | 13,5 | 10,5 | 8,4  | 7,7  | 8,5  | 10,3 | 12,0 | 13,8  | 15,6 |
| Источник:               |      |      |      |      |      |      |      |      |      |      |       |      |

## Население
В 2011 году вследствие землетрясения перепись населения в Новой Зеландии была отменена и перенесена на 2013 год.
По данным переписи населения 2013 года в Самнере постоянно проживало 3612 человек. По сравнению с данными переписи населения 2006 года произошло снижение численности населения на 369 человек (9,3 %). В целом население Самнера в 2013 году составляло 1,1 % от населения Крайстчерча.
Численность населения Самнера по данным переписи в разные годы составляла, чел:
| Пол    | 2001 | 2006  | 2013  |
| ------ | ---- | ----- | ----- |
| Мужчин | 1818 | ↗1932 | ↘1770 |
| Женщин | 1986 | ↗2046 | ↘1842 |
| Итого  | 3804 | ↗3978 | ↘3612 |

По данным переписи 2013 года средний возраст населения равнялся 42,1 годам, 14,7 % жителей Самнера были старше 65 лет, 21,5 % жителей были младше 15 лет.
Этнический состав населения Самнера по данным переписи 2013 года:
| Этническая группа                                           | Доля населения Самнера, % |
| ----------------------------------------------------------- | ------------------------- |
| Европейцы                                                   | 96,6                      |
| Маори                                                       | 3,8                       |
| Полинезийцы                                                 | 0,6                       |
| Азиаты                                                      | 1,6                       |
| Представители Среднего Востока, латиноамериканцы, африканцы | 0,4                       |
| Прочие                                                      | 1,1                       |

28,4 % жителей Самнера родились за рубежом. В основном это выходцы из Великобритании и Ирландии. 29,9 % жителей Самнера в возрасте старше 15 лет никогда не состояли в браке, 52,7 % живут в браке, 17,5 % живут отдельно, разведены или вдовстуют. 36,2 % никогда не были в браке, но живут в сожительстве с партнёром. 91,2 % жителей в возрасте старше 15 лет имеют формальную квалификацию; 35,8 % жителей имеют степень бакалавра и выше. Уровень безработицы в Самнере достигает 3,1 % процента.

## Образование
Самнерская школа была основана в 1876 году как полная начальная школа, в которой обучались школьники первых восьми классов. По состоянию на 2011 год школу посещали 435 учеников, школа имела социоэкономический дециль 10.
Школа «Звезда моря» (англ. Star of the Sea School) — католическая полная начальная школа, в которой занимаются дети первых восьми лет обучения. В 2011 году школу посещал 121 ученик, дециль школы был равен 10.
Колледж Ван Эш для детей с проблемами слуха предоставляет обучение для всех нуждающихся детей Южного острова и южной части Северного острова. Кроме кампуса в Самнере, специалисты колледжа дают уроки в школе Самнера и Линвудской средней школе. В 2011 году в колледже проходили обучение 28 человек, дециль колледжа был равен 4.

## Спасательное судно Самнера
В связи с опасностью отмели Самнер в пригороде практически с момента основания действует спасательное судно. Никаких записей о существовании официального или неофициального спасательного судна не сохранилось до официального появления спасательного судна в сентябре 1864 года. Самнерская организация спасения на воде имела собственное спасательное судно с 1898 года.